# ウェルネオシュガー
ウェルネオシュガー株式会社（英: WELLNEO SUGAR Co., Ltd.）は、東京都中央区に本社を置く日本の製糖メーカーである。

## 概要
住友商事系列の日新製糖（カップ印）と伊藤忠商事子会社の伊藤忠製糖（クルルマーク）の経営統合により両社の持株会社として設立された。法人格は東証プライム上場の日新製糖（旧：日新製糖ホールディングス）のものを引き継いでいる。代表取締役会長には日新製糖会長の樋口洋一、代表取締役社長には伊藤忠製糖社長の山本貢司が就任した。伊藤忠製糖の親会社であった伊藤忠商事が出資比率35.9%で筆頭株主となっており、日新製糖の筆頭株主であった住友商事も24.1%の株式を保有する。
日新製糖と伊藤忠製糖の2022年3月期の連結売上高を合わせた金額は770億円となり、業界最大手であるDM三井製糖ホールディングスに次ぐ規模となる。
2024年10月1日、日新製糖と伊藤忠製糖を吸収合併し、事業会社となった

### 経営統合の背景
日本国内の砂糖消費量は少子化や人口減、消費者の低甘味・低カロリー嗜好などにより減少傾向で推移していく中、新型コロナウイルスの感染拡大により令和元/2砂糖年度（2019年10月 - 2020年9月）の砂糖消費量は前年度比12万トン減の172万トンと大きく減少した。更に2021年に入ってからは原材料費やエネルギー価格が高騰し、3度にわたり出荷価格の値上げを行うもコストの上昇に追い付かず、収益の減少により経営環境は厳しさを増していった。2021年4月には業界最大手の三井製糖と業界2位グループである大日本明治製糖が経営統合を実施し、共同持株会社・DM三井製糖ホールディングスを設立。2022年10月には両事業子会社を合併し、DM三井製糖が誕生している。
このような背景の中、日新製糖と伊藤忠製糖も2021年頃から経営統合の検討に入っており、日新製糖は家庭用、伊藤忠製糖は業務用がそれぞれの主力で、両者の工場の配置もバランスが良いことや共に研究開発に注力していることから統合により相乗効果が発揮できるとして統合の合意に至った。

## 沿革
- 2011年10月 - 日新製糖株式会社（初代）と新光製糖株式会社の経営統合により共同持株会社・日新製糖ホールディングス株式会社として設立。日新製糖（初代）に代わり東京証券取引所市場第二部にテクニカル上場。
- 2013年4月 - 日新製糖（初代）および新光製糖を吸収合併し事業会社化。日新製糖株式会社（2代）に商号変更。
- 2015年11月 - 東京証券取引所市場第一部に指定替え。
- 2022年4月 - 東京証券取引所の市場再編に伴いプライム市場に移行。
- 2022年6月 - 伊藤忠製糖株式会社と経営統合に関する基本合意書締結[4]。
- 2022年10月 - 日新製糖分割準備株式会社設立。
- 2023年1月 - 同月1日付で伊藤忠製糖を完全子会社とする株式交換を実施。併せて日新製糖（2代）のグループ経営管理事業及び資産管理事業を除く全ての事業を日新製糖分割準備（同日付で日新製糖株式会社（3代）に商号変更）に承継する会社分割を実施。持株会社へ再移行し、ウェルネオシュガー株式会社に商号変更[5]。
- 2024年10月1日 - 日新製糖株式会社および伊藤忠製糖株式会社を吸収合併し、事業会社に移行[2][6]。
- 2025年3月31日 - 株式公開買付けにより東洋精糖株式会社を子会社化[7]。
- 2025年10月1日 - 第一糖業株式会社を吸収合併（予定）[8]。

## グループ会社

### 連結子会社
- 東洋精糖株式会社
  - 株式会社トーハン

旧・日新製糖子会社
- 新豊食品株式会社
- ツキオカフィルム製薬株式会社
- 日新サービス株式会社
- 日新ウエルネス株式会社
- ニューポート産業株式会社
- 株式会社小板橋

旧・伊藤忠製糖子会社
- 第一糖業株式会社
- シー・アンド・エス・サービス株式会社

### 持分法適用会社
- 新東日本精糖株式会社
- 新光糖業株式会社
  - 朝日物産株式会社
- 新中糖産業株式会社
- 久米島製糖株式会社
- 南栄糖業株式会社
- 衣浦埠頭株式会社
- 衣浦ユーティリティー株式会社
- ツルヤ化成工業株式会社
- 太平洋製糖株式会社
- 宮古製糖株式会社

## 大株主の推移
- シンプレクス・アセット・マネジメント（2013年 - 2023年）